# 铁岭专区
铁岭专区（1964年－1968年为沈阳专区），中华人民共和国辽宁省已撤销的专区，在今辽宁省北部。
1955年置，专员公署驻铁岭县（今铁岭市）。辖原辽宁省直辖的铁岭、新宾、清原、开原、西丰、昌图、康平、法库8县。
1958年（1959年1月5日），撤销铁岭专区，将铁岭、昌图、西丰、开原、法库、康平等6县划归沈阳市；清原、新宾2县划归抚顺市。
1964年，设沈阳专区，专署驻沈阳市。辖原属沈阳市的法库、康平、铁岭、辽中、昌图、新民、西丰、开原、台安9县和原属抚顺市的清原、新宾2县。沈阳专区辖11县。
1968年，将辽中县划归沈阳市；台安县划归盘锦垦区；清原、新宾2县划归抚顺市。同年，沈阳专区迁驻铁岭市，并改名铁岭专区。铁岭专区辖7县。
1969年，新民县划归沈阳市。1970年，撤销铁岭专区，改置铁岭地区。 